# Blue Exorcist
Blue Exorcist (яп. 青の祓魔師, Ао но Екусошісуто, досл. «Блакитний екзорцист») — манґа у жанрі темного фентезі, написана та ілюстрована Кадзуе Като. Історія обертається навколо Ріна Окумури, підлітка, який виявляє, що він і його брат-близнюк Юкіо є синами Сатани, народженими від людської жінки. Рін від народження отримав силу Сатани, що проявляється блакиним полум'ям. Коли Сатана вбиває Шіро Фудзімото, чоловіка що виростив Ріна та Юкіо як своїх синів, Рін записується в Академію Справжнього Хреста, щоб стати екзорцистом і перемогти Сатану.
Манґа виходить в журналі Jump Square видавництва Shueisha з квітня 2009 року. Станом на червень 2024 року вийшов вже 31 том манґи. Першою роботою автора на сюжет твору є ван-шот Miyama Ying House Case (яп. 深山鶯邸事件), випущений у вересні 2008 року в тому ж журналі.
Перший сезон аніме-серіалу від студії A-1 Pictures виходив з 17 квітня по 2 жовтня 2011. Другий сезон аніме від цієї ж студії під назвою Blue Exorcist: Kyoto Saga виходив з 7 січня по 25 березня 2017. Третій сезон від Studio VOLN виходив з 7 січня по 24 березня 2024. Вихід четвертого сезону аніме запланований на жовтень 2024.

## Сюжет
Дія сюжету описує протиборство двох світів: Асії (людського) і Гієни (демонічного). Сатана намагається використати свого сина Ріна, напівлюдину-напівдемона, як ключ, за допомогою якого зло поглине світ. Проте в плани самого юнака подібне не входить, і він вирішує стати екзорцистом, щоб протистояти батькові та його поплічникам. В ході навчання цієї непростої справи він зустрічає інших учнів-екзорцистів, які стають його вірними друзями та товаришами.

## Створення
Кадзуе Като черпала натхнення у фільмі 2005 року «Брати Ґрімм», коли вона намагалася втілити в історію роль братів, які борються з монстрами. Зрештою вона вирішила створити історію про демонів і екзорцистів, таким чином задумавши Blue Exorcist. Оскільки основною ідеєю історії є екзорцисти, манґа містить багато біблійних посилань. В інтерв'ю Anime News Network Като сказала: «Мені не варто втікати від цих згадок, якщо я працюю в темі екзорцизму». Като придумала фінал манґи одразу, але точна тривалість серії ще не визначена через популярність манґи в Японії.
У 2016 році Като казала: «Я думаю, що може бути ще чотири сюжетні арки. У мене є приблизний завершений сюжет для фіналу, але я не впевнена щодо всіх деталей. Є ще декілька речей, які я остаточно не продумала». У липні 2021 року Като оголосила, що візьме восьмимісячну перерву для роботи над манґа-адаптацією роману «Eizen Karukaya Kaiitan» Оно Фуюмі. Публікація манґи відновилася на місяць пізніше, ніж планувалося, 2 травня 2022 року.

## Медіа

### Манґа
Манґа Blue Exorcist (яп. 青の祓魔師) виходить в щомісячному журналі Jump Square видавництва Shueisha з квітня 2009 року. Перший танкобон був опублікований 4 серпня 2009 року, станом на січень 2024 року вийшло вже 30 томів.
Манґа ліцензована Viz Media для продажу у Північній Америці. Перший том англійською мовою вийшов 5 квітня 2011. Станом на травень 2022 вийшло 27 танкобонів. Серія також ліцензована французькою компанією Kazé Manga та польською Waneko.

#### Спіноф
З 19 квітня 2013 у журналі Jump SQ.19 почала виходити спіноф-манґа під назвою Salaryman Exorcist: The Sorrows of Yukio Okumura (яп. サラリーマン祓魔師 奥村雪男の哀愁, Salaryman Futsumashi Okumura Yukio no Aishū), написана Като та проілюстрована Мінору Сасакі. Сюжет зосереджений історії брата-близнюка Ріна — Юкіо. Після припинення виходу журналу 19 лютого 2015 року манґа була перенесена на Jump Square, починаючи з 4 квітня того ж року. Серія закінчилася 3 квітня 2020 року. Глави манґи зібрані в чотири танкобон-томи, що виходили з 4 лютого 2015 року по 4 червня 2020 року.

### Аніме
Про виробництво серіалу за сюжетом манґи було оголошено 27 листопада 2010 року; створенням аніме займалася студія A-1 Pictures, трансляція розпочалася 10 квітня і закінчилася 2 жовтня 2011. 26 жовтня 2011 разом з 5 томом DVD-видання аніме-серіалу вийшов епізод OVA під назвою «Kuro Runs Away From Home» (яп. クロの家出, Kuro no Iede).
Режисером проєкту став Тенсай Окамура. Музику до серіалу написав Хіроюкі Савана. Опенінгом до перших 12 серій аніме стала композиція «Core Pride» у виконанні Uverworld, а до наступних 13 — «In My World» у виконанні Rookiez is Punk'd. Ендінгом до перших 12 серій стала пісня «Take Off» південнокорейського бой-бенду 2PM, а до наступних 13 — «Wired Life» японської співачки Курокі Мейси.

#### Фільм
28 грудня 2012 року в Японії вийшов аніме-фільм Blue Exorcist: The Movie. Події у фільмі продовжують сюжет першого сезону аніме-серіалу. Актори англійського дубляжу серіалу повернулися до своїх ролей у фільмі.

#### Kyoto Saga
У червні 2016 було анонсовано 2 сезон аніме-серіалу під назвою Blue Exorcist: Kyoto Saga. Перша серія другого сезону вийшла 7 січня 2017. Студія A-1 Pictures повернулася до створення продовження. Коічі Хатсумі став режисером другого сезону аніме, Тошія Оно написав сценарій, Кейґо Сасакі працював над дизайном персонажів, а Хіроюкі Савано разом Кохтою Ямамаото написали саундтрек до аніме. Опенінгом до другого сезону стала пісня «Itteki no Eikyō» (яп. 一滴の影響, англ. «Drop's Influence») гурту Uverworld, а ендінґом — «Kono Te de» (яп. コノ手デ, англ. «With This Hand») за авторства Ріна Акацукі. У Північній Америці лицензію на показ аніме отримала компанія Aniplex of America.

#### Shimane Illuminati Saga
У грудні 2022 стало відомо, що аніме-серіал отримає продовження. Пізніше стала відома назва нового сезону — Blue Exorcist: Shimane Illuminati Saga, який мав стати адаптацією 10–15 глав оригінальної манґи. Створенням нового сезону займалася Studio VOLN, режисером став Йосіда Дайсуке, сценарий написав Тошія Оно, дизайн персонажів розробив Юріє Оохіґасі, Хіроюкі Савана та Кохта Ямамамо повернулися до написання саундтреку. 12 серій аніме виходили з 7 січня по 24 березня 2024 на Tokyo MX. Опенінгом стала пісня Uverworld «Eye's Sentry», а ендінґом «Gakkyū Nisshi» (яп. 学級日誌, англ. «Class Diary») авторства Mulasaki-Ima.

#### 4 сезон
У березні 2024 на фестивалі AnimeJapan стало відомо про роботу над четвертим сезоном аніме-серіалу, який отримав назву Yuki no Hate-hen (яп. 雪ノ果篇, англ. At the End of the Snow Saga). Прем'єра була запланована на жовтень 2024. У липні 2024 стало відомо, що до роботи над продовженням аніме повернеться персонал, що працював над Shimane Illuminati Saga. 4 сезон розділили на 2 частини, кожна з яких отримала свою назву та сюжетну арку. Перша частина Beyond the Snow Saga (яп. 雪ノ果篇, Yuki no Hate-hen) виходила з 6 жовтня по 22 грудня 2024, а друга The Blue Night Saga (яп. 終夜篇, Yosuga-hen) з 5 січня по 23 березня 2025.

### Відеоігри
Візуальна новела Ao no Exorcist: Genkoku no Labyrinth для PlayStation Portable від Bandai Namco Games вийшла 26 квітня 2012.
У грудні 2018 року було анонсовану гру для смартфонів Blue Exorcist: Damned Chord, одна у листопаді 2020 гра була скасована.

## Сприйняття

### Манґа
Станом на листопад 2016 року Blue Exorcist мав тираж понад 15 мільйонів копій. Станом на грудень 2022 було продано понад 25 мільйонів копій манґи. Після виходу аніме-екранізації у 2011 році загальні тиражі манґи піднялися всемеро. Сьомий том було видано загальним накладом в 1 000 000 примірників. Це стало найбільшим накладом для манґи, що виходить в журналі Jump Square.
Оглядач з Comic Book Bin Леруа Дюрессо писав, що «перший том манґи має потенціал», йому сподобався гумор, взаємодії між персонажами і він рекомендував манґу для читачів-підлітків. Даніка Девідсон з Otaku USA зазначила, що хоча в серіалі є тривожні моменти, героїчні риси Ріна, незважаючи на те, що він син Сатани, роблять сюжет більш привабливим для читачів.